# Euplexia sinuata
Euplexia sinuata är en fjärilsart som beskrevs av Moore 1882. Euplexia sinuata ingår i släktet Euplexia och familjen nattflyn. Inga underarter finns listade i Catalogue of Life.